# 前田晋太郎
前田 晋太郎（まえだ しんたろう、1976年〈昭和51年〉6月30日 - ）は、日本の政治家。山口県下関市長（3期）。元下関市議会議員（2期）。

## 来歴
山口県下関市新地西町生まれ。下関市立桜山小学校、下関市立文洋中学校、山口県立下関西高等学校、長崎大学水産学部卒業。
大学卒業後、25歳で山口県に帰郷し、山口県議会議員の友田有の運転手となる。2003年に安倍晋三の地元事務所に入所。
2009年3月の下関市長選挙に友田有は安倍の支援を受けて立候補するも、参議院議員の林芳正が推す中尾友昭に敗れ落選。前田は安倍の秘書を7年4ヶ月務めたのち退職。2011年1月30日に行われた下関市議会議員選挙に自民党公認で立候補し、初当選した。
2期目の任期途中の2016年12月、翌年の下関市長選挙に出馬する意向を表明し、下関市議を辞職。
2017年3月12日に行われた市長選では、自由民主党の公認 と安倍晋三首相 や安倍昭恵夫人 の支援を受け、林芳正に近い現職の中尾友昭と、元市議の松村正剛を破り、初当選した。選挙戦では、「築60年以上の現下関市役所庁舎の取り壊し」「取り壊し跡地への新庁舎の移築」「市内を走る全バス路線へのICカード導入」「下関駅バスターミナルの整備」「あるかぽーと地区周辺の再開発や沖合人工島「長州出島」の企業誘致」などを公約に訴えた。3月27日、市長就任。
※当日有権者数：225,864人 最終投票率：47.09%（前回比：＋5.05pts）
| 候補者名   | 年齢 | 所属党派   | 新旧別 | 得票数   | 得票率 | 推薦・支持 |
| ---------- | ---- | ---------- | ------ | -------- | ------ | ---------- |
| 前田晋太郎 | 40   | 自由民主党 | 新     | 48,896票 | 46.39% |            |
| 中尾友昭   | 67   | 無所属     | 現     | 45,546票 | 43.21% |            |
| 松村正剛   | 63   | 無所属     | 新     | 10,958票 | 10.40% |            |

同年7月、経済産業省商取引監督課課長補佐の芳田直樹を下関市副市長に起用した。
2019年3月18日、下関市立大学の新理事長に元副市長の山村重彰を任命すると発表した。
2021年3月14日投開票の同市長選挙で元市議の田辺よし子を破り再選。
※当日有権者数：216,871人 最終投票率：37.52%（前回比：-9.57pts）
| 候補者名   | 年齢 | 所属党派 | 新旧別 | 得票数   | 得票率 | 推薦・支持                                           |
| ---------- | ---- | -------- | ------ | -------- | ------ | ---------------------------------------------------- |
| 前田晋太郎 | 44   | 無所属   | 現     | 57,291票 | 71.56% | （推薦）自由民主党山口県連・公明党山口県連・連合山口 |
| 田辺よし子 | 72   | 無所属   | 新     | 22,774票 | 28.44% |                                                      |

2025年3月16日投開票の同市長選挙で自民党、公明党、連合山口の推薦を受け、3選。
※当日有権者数：204,884人 最終投票率：33.48%（前回比：-4.04pts）
| 候補者名   | 年齢 | 所属党派 | 新旧別 | 得票数   | 得票率 | 推薦・支持                           |
| ---------- | ---- | -------- | ------ | -------- | ------ | ------------------------------------ |
| 前田晋太郎 | 48   | 無所属   | 現     | 45,823票 | 67.94% | （推薦）自由民主党・公明党・連合山口 |
| 蘇丈喜     | 33   | 無所属   | 新     | 21,628票 | 32.06% |                                      |

## 市政・人物

### 選挙公約
- 市長就任から2022年6月時点までで達成した公約として「子供医療費の軽減、子育て支援拠点施設の開設」、「全ての小中学校にエアコン設置やIT化を推進」[27][28]、「星野リゾートホテル誘致による臨海開発」[29]、「耐震・防災機能を備えた新庁舎の整備」[30][31]、「行財政改革（せんたく会議等）の推進」「バスICカードの導入」[32]、「新総合体育館建設計画」[33]を挙げている。
- 新定住奨学金制度の導入、人工島（長州出島）の企業誘致、MSCクルーズ客船の誘致、1コインバスなどについては「一部実現した」と述べている[34]。

### 桜を見る会をめぐる問題で安倍首相を擁護
2019年11月8日の参議院予算委員会で、支出金額が増加の一途をたどる「桜を見る会」について、田村智子が安倍晋三首相を追及。それ以降、安倍が「桜を見る会」に後援会関係者らを多数招いていたことが国会で大きな問題となった。選挙区内の寄付行為の疑いがもたれる中、前田は同年11月18日に行われた定例記者会見で次のように質問に答え、安倍首相を擁護した。
同年12月11日、下関市は、前田の発言に対し全国から278件の意見が寄せられ、うち272件が批判的な内容であったことを明かした。前田はこの日の市議会一般質問で「選挙に貢献した方々について利益供与はあってもいいということになるか」と問われたが、「間違ったことは言っていない」「謝罪する気持ちはありません」と態度を崩さなかった。

### 育鵬社の教科書を採用
2018年3月27日、前田は、任期満了で退任する教育長の波佐間清の後任人事案を市議会に提出。人事案は可決され、4月1日付で元中学校校長の児玉典彦が教育長に就任した。
2020年夏、翌年度から4年間使われる中学教科書の採択が各地で行われた。歴史と公民においては、安倍晋三ならびに八木秀次が理事長を務める日本教育再生機構の後押しを受け、育鵬社が着実にシェアを伸ばしてきていたが、同社の教科書を使っていた自治体の半数以上がこの年、他社版に切り替えた。そうした中、下関市教育委員会は同年7月30日の定例会で、歴史教科書に育鵬社版を、児玉教育長と4人の委員の全会一致で採択した。新規に採択した自治体は全国で下関市だけだったため注目を浴びた。教科書展示会場で市民等から寄せられた意見33件のうち16件が、育鵬社の歴史用教科書に否定的かつ、採用してほしくないという意見であり、肯定的な意見が皆無だったことが、同年12月8日の市議会定例会で明らかとなった。
2021年4月14日、前田は児玉教育長の再任人事案を市議会に提出。これに対し、片山房一市議が上記の件について言及し「明らかに、教育長個人の意思を反映する方向に誘導した教科書採択」と発言した。前田は答弁で「首長からの（教育委員会の）独立性、これは私も認識している」「教科書採択について、教育長に指示したことは全くない」と述べた。

### その他
- 2022年8月10日、朝日新聞の取材に応じ、世界平和統一家庭連合（旧統一教会）との関わりについて、「会合に2回出席したことがある」と答えた[45]。
- 2024年9月19日に行われた市議会定例会で、前田が観光施策について答弁した際に、被爆地である広島と長崎を訪問することを「お悔やみトリップじゃないけれども」と発言した。これに対し批判が上がったことで、同月25日、記者団の取材に対し「とっさの表現だった。大変申し訳ない」と謝罪したうえで、「被爆者への敬意は常に持っている。決してやゆするつもりはなかった」と釈明した[46]。